# Dulacia tepuiensis
Dulacia tepuiensis är en tvåhjärtbladig växtart som först beskrevs av J.A. Steyermark, och fick sitt nu gällande namn av Herman Otto Sleumer och J.A. Steyermark. Dulacia tepuiensis ingår i släktet Dulacia och familjen Olacaceae. Inga underarter finns listade i Catalogue of Life.